# Puigventós (Balsareny)
Puigventós és una masia situada al municipi de Balsareny, a la comarca catalana del Bages.